# Abexinostat
Abexinostat (INN, anteriormente PCI-24781 o CRA-024781) con fórmula  C21H23N3O5, es un candidato a fármaco experimental para el tratamiento del cáncer. Actualmente se encuentra en desarrollo por Pharmacyclics y se encuentra en ensayos clínicos de fase II para el linfoma de células B. Los estudios pre-clínicos sugieren también el potencial para el tratamiento de otros diferentes tipos de cáncer.
Abexinostat ejerce su efecto como un inhibidor de la Histona deacetilasa.